# Myrcia follii
Myrcia follii é uma espécie de  planta do gênero Myrcia e da família Myrtaceae.

## Taxonomia
A espécie foi descrita em 1990 por Ariane Luna Peixoto e Graziela Barroso.

## Conservação
A espécie faz parte da Lista Vermelha das espécies ameaçadas do estado do Espírito Santo, no sudeste do Brasil. A lista foi publicada em 13 de junho de 2005 por intermédio do decreto estadual nº 1.499-R.

## Distribuição
A espécie é endêmica do Brasil e .